# Peštersko polje
Peštersko polje (serb. Пештерско поље) – polje znajdujące się w południowo-zachodniej Serbii, niedaleko granicy z Czarnogórą, na płaskowyżu Pešter; najwyżej położone (na wysokości ok. 1150 m n.p.m.) polje na Półwyspie Bałkańskim, obejmujące powierzchnię ok. 50 km².
Od 19 marca 2006 roku część polja wpisana jest na listę konwencji ramsarskiej jako obszar nr 1656 Pestersko polje o powierzchni 3 421,3 ha, natomiast w 2016 roku władze serbskie ustanowiły specjalny rezerwat przyrody (serb. специјални резерват природе / specijalni rezervat prirode) Peštersko polje o powierzchni ok. 3 118 ha – w dużej mierze pokrywającej się z obszarem Ramsar.

## Charakterystyka

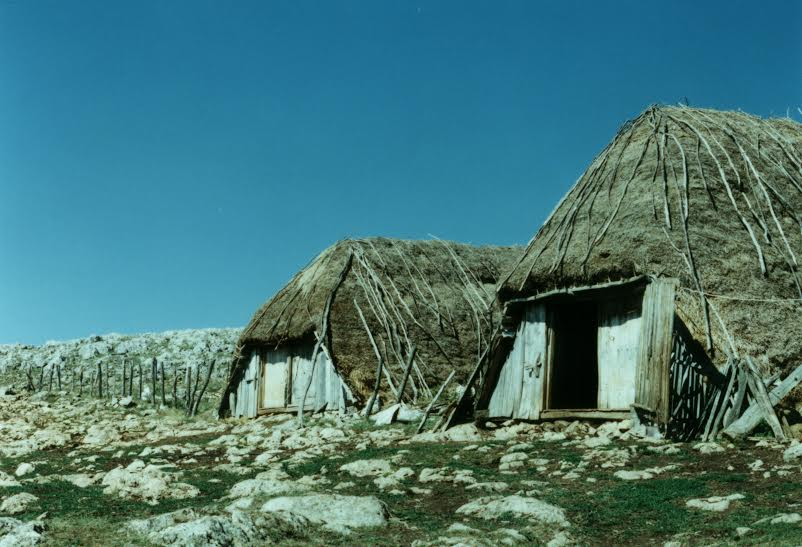
Stajnie na Pešterskim polju (2014)

Peštersko polje znajduje się na terenie gmin Tutin i Sjenica w południowo-zachodniej Serbii, w pobliżu granicy z Czarnogórą. Jego obszar pierwotnie zalany był wodami jeziora, które z czasem zanikło w wyniku zjawisk krasowych, a którego pozostałościami jest niewielki zbiornik wodny oraz duże i charakteryzujące się wysoką różnorodnością biologiczną torfowiska o charakterze wysokogórskim. Występują one w obniżeniach terenu w północno-wschodniej i południowo-wschodniej części polja. Torfowiska tego typu są w Serbii stosunkowo rzadkimi i zagrożonymi siedliskami; to znajdujące się na obszarze Peštersko polja należy do największych w kraju. Na terenie polja występują też sezonowe słodkowodne bagna, które rozwinęły się na glebach nieorganicznych, oraz przepływa rzeka Boroštica, częściowo podziemna, będąca głównym źródłem wody na tym obszarze.
Miejscowa ludność zajmuje się hodowlą zwierząt, a polje wykorzystuje jako pastwisko dla owiec, bydła i koni. Zajmujący się nimi pasterze nocują w małych drewnianych chatkach krytych słomą.

### Klimat

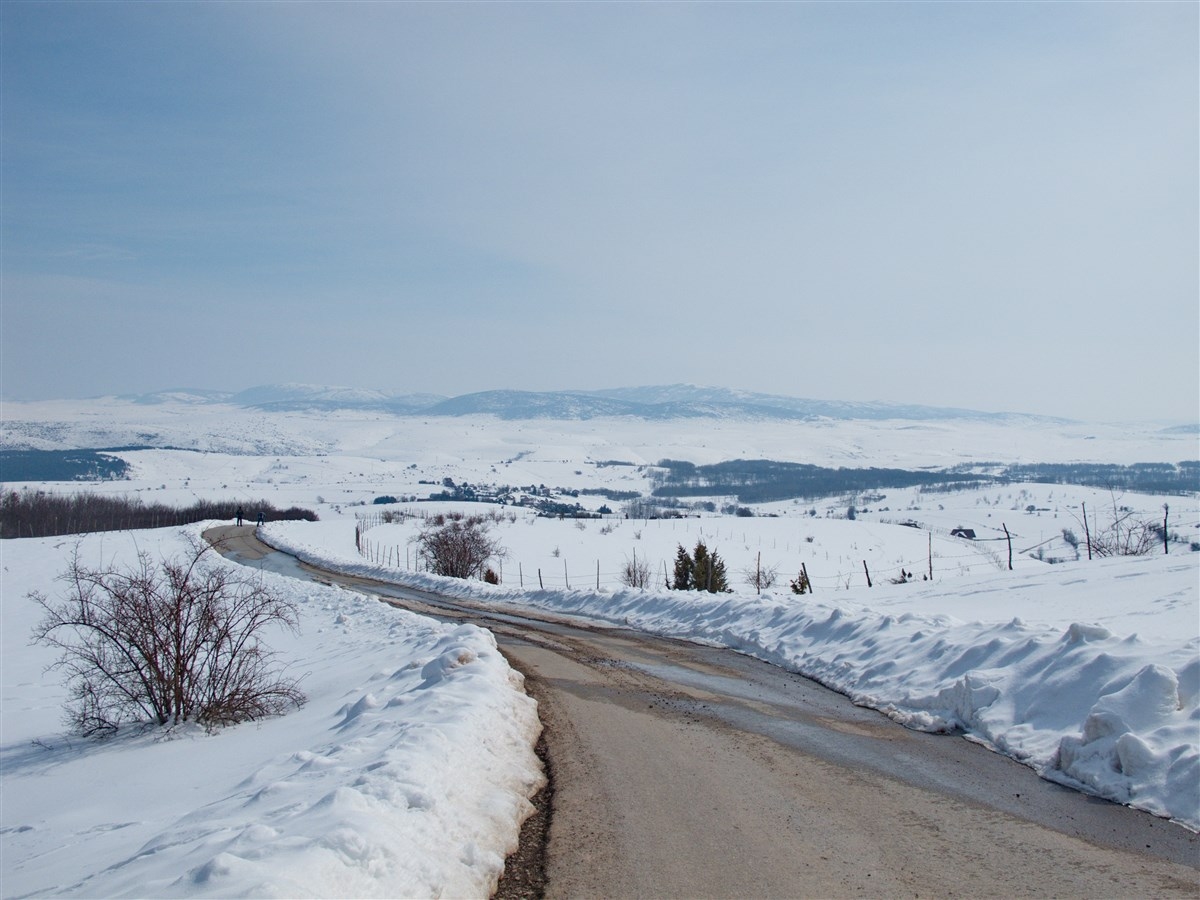
Peštersko polje zimą (2015)

Klimat Pešterskiego polja wykazuje kontynentalizm oraz elementy klimatu górskiego. Średnia roczna temperatura powietrza wynosi 7 °C. Obszar ten z temperaturą minimalną sięgającą nawet –39 °C zimą należy do najchłodniejszych w całym kraju, dlatego bywa też nazywany „serbską Syberią” lub „bałkańską Syberią”. Wiosna i jesień są krótkie w porównaniu z zimą i latem; lato cechują duże dobowe amplitudy temperatury – maksymalna temperatura wynosi nawet +35 °C w dzień, ale częste są nocne przymrozki.

### Flora i fauna

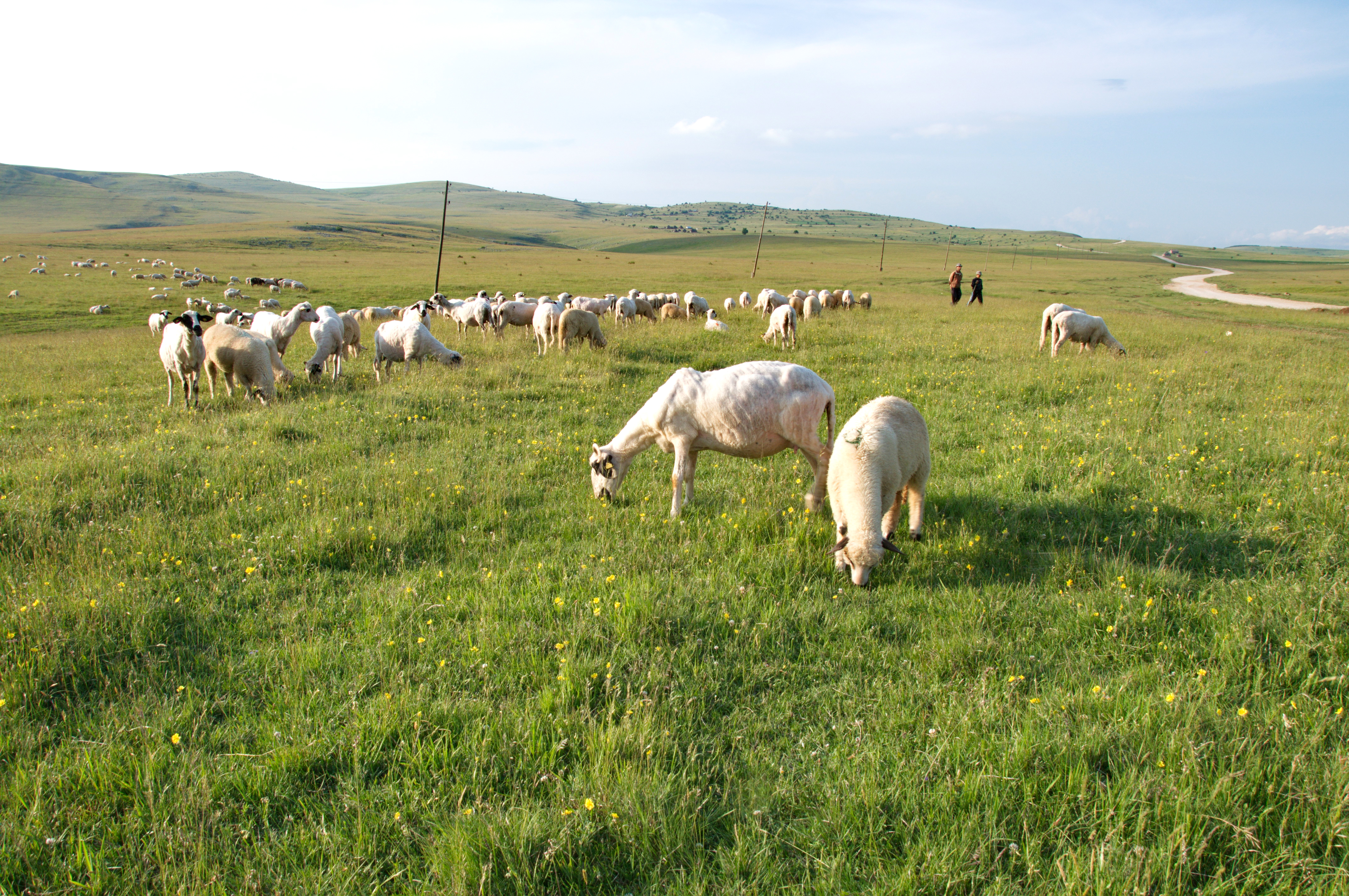
Wypas zwierząt na polju (2015)

Peštersko polje jest miejscem występowania wielu rzadkich i zagrożonych gatunków, zarówno w skali kraju, jak i międzynarodowej. Rzadkimi gatunkami roślin, które występują na tym obszarze są m.in. storczyk samczy (Anacamptis morio (L.) R.M.Bateman), len Linum tauricum Willd. subsp. serbicum, jaskier płomiennik (Ranunculus flammula L.), gnidosz błotny (Pedicularis palustris L.) i bobrek trójlistkowy (Menyanthes trifoliata L.). Rzadkimi gatunkami zwierząt są na tym obszarze głównie ptaki, m.in. rybitwa czarna (Chlidonias niger), ibis kasztanowaty (Plegadis falcinellus), rycyk (Limosa limosa), kszyk (Gallinago gallinago), orzeł przedni (Aquila chrysaetos), czapla purpurowa (Ardea purpurea) i wodniczka (Acrocephalus paludicola), a poza tym również małż skójka gruboskorupowa (Unio crassus), ważka Cordulegaster heros oraz wydra europejska (Lutra lutra).

### Zagrożenie
Głównym zagrożeniem dla ekosystemu polja jest wydobycie torfu, sięgające ok. 15 000 m³ rocznie (według stanu z 2016 roku).